# Hartmut Schreiber
Hartmut Schreiber, född 28 januari 1944 i Wittlich i Tyskland, är en östtysk roddare.
Han tog OS-brons i åtta med styrman i samband med de olympiska roddtävlingarna 1972 i München.